# Cryptodiscus microstomus
Cryptodiscus microstomus är en lavart som först beskrevs av Dugald Carmichael och Miles Joseph Berkeley, och fick sitt nu gällande namn av Pier Andrea Saccardo. Cryptodiscus microstomus ingår i släktet Cryptodiscus, och familjen Stictidaceae. Arten är reproducerande i Sverige.